# JSL
JSL is een historisch Duits merk van motorfietsen.
De bedrijfsnaam was: J. Schätzle Fahrzeugfabrik, Liegnitz.
In 1923 begon Schätzle motorfietsen te produceren. Het waren eenvoudige modellen die nog riemaandrijving hadden. Zoals veel andere merken maakte JSL gebruik van inbouwmotoren om zo de kosten te drukken. Er is sprake van een 198cc-kopklepmotor maar ook van 132-, 180- en 206 cc DKW-tweetaktmotoren. 1923 was het begin van de "motorboom" in Duitsland: een enorm aantal bedrijfjes ging motorfietsen maken. Er konden geen dealernetwerken worden opgebouwd en ze moesten allemaal klanten vinden in de eigen regio. Door de honderden merken was de spoeling te dun om te overleven en in 1925 kwamen de meesten al aan hun einde, JSL hield het vol tot in 1926, maar staakte toe ook de productie.